# قسم ريف هفتغل الريفي
قسم ريف هفتغل الريفي (بالفارسية: دهستان حومه) هي قسم تقع في إيران في القسم المركزي. يقدر عدد سكانها بـ 2,546 نسمة .